# 新・三等重役
『新・三等重役』（しん・さんとうじゅうやく）は、源氏鶏太による日本の小説。また、同作を原作とした1959年（昭和34年）製作・公開の日本の長篇劇映画、およびそれに続く1960年（昭和35年）製作・公開の『新・三等重役 旅と女と酒の巻』、『新・三等重役 当るも八卦の巻』、『新・三等重役 亭主教育の巻』の全4作のシリーズ。また、同作を原作としたテレビドラマ。源氏の小説『三等重役』（1951年 - 1952年）の続篇である。

## 略歴・概要
小説『新・三等重役』は、源氏鶏太が週刊誌『サンデー毎日』（毎日新聞社）に1958年（昭和33年）11月2日号から1960年（昭和35年）6月19日号に連載した、毎週読みきりで長篇小説を成す形式の小説である。
本作に関しても映画化され、前作の映画化で人気を得た森繁久彌を主演とした物語となっている。また後に複数回、テレビドラマ化もされた。

## 小説

### あらすじ
大阪東淀川区にある「ワールドテレビ」「ワールドラジオ」等の製造・販売をする世界電機工業株式会社。
沢村専務の悩みは、前社長の妻であり大株主の宮口鶴子である。鶴子は些細な事（受付嬢が自分の事を認識していない等）で会社へ乗り込み、色々な問題を引き起こす。
沢村はオールド・ミスの箱田章子と坂口社長と共に問題を解決していく。

### 登場人物
沢村四郎
専務。43歳。酒好き。10年前に妻とは死別。以来独身であるため、箱田が独身であると共に社内の七不思議に数えられている。
昇進のきっかけは坂口が用を足している時に沢村が買収を断っている会話を聞いたため。
箱田章子
社内随一のオールドミス。1946年入社。女子社員の親睦団体「みどり会」会長。
沢村の抱える問題の解決に力を貸しているため、坂口からは「忠臣箱田章子」と呼ばれている。
宮口鶴子
創業者宮口五平の妻であり、大株主（資本金五億円の内二億円を一人で持っている）。芦屋に住んでいる。「みどり会」の名誉顧問。
宮口理美子
22歳。一時期世界電機に勤務していた。所属は総務課。
創業者の娘ではあるが偉ぶった所が無く思いやりがある。（武田が馬鹿にされないようにして欲しいと箱田にお願いした件など。）
坂口貞二郎
社長。沢村を営業部長から専務に昇進させた。既婚。
南部太郎
秘書。35歳。既婚。（妻は元総務課の岡崎しげ子）
本間紀子、清沢美津子
鶴子の女子社員教育に参加。「みどり会」の副会長。
米倉幸子
総務課社員。鶴子の女子社員教育に参加。
渡辺新子
受付嬢。鶴子を飲み屋の女将と間違えた。鶴子の女子社員教育に参加。
荒尾年男
厚生課課長。45歳。4年前に入社。鶴子の甥。女好きであり、前の会社を辞めたのもそれが原因。
山崎岸子
入社二年目の厚生課社員。荒尾の交際相手。掃除当番は浜名と組んでいるのだが、掃除をしない。
浜名智子
入社一年目の厚生課社員。実家は雑貨屋。荒尾と山崎の関係を箱田に相談する。
八代波吉
営業部社員。28歳。鬼塚の浮気を許すよう鬼塚宅へ出向き、三日間絶食をした。
鬼塚熊平
神田にある電気製品卸問屋「鬼塚商会」社長。恐妻家だが、浮気癖がある。
鬼塚麻子
熊平の妻。浮気に激怒し夫を自宅に監禁状態にした。
鬼塚舞子
熊平の娘。
久美子
鬼塚の浮気相手。
武田彦太郎
総務課社員。理美子に好かれるために理美子を特別扱いする。
古池ふみ子
武田の向かいの席にいる社員。箱田に次ぐ社内第二のオールドミス。武田に金を貸す。
太田雅代子
バー「青苑」のホステス。福岡出身。沢村の九州旅行に同行する。
戸山吉造
門司の戸山電器店のオーナー。元々は世界電機工業の経理部長だったが、100万円を横領した。
戸山みつ子
吉造の妻。元々は梅田の料理屋に勤務。
神田のぶ子
バー「ワールド」のママ。宮口五平の不倫相手で、一平という子供がいる。
伊勢泰治
仕入部社員。33歳。妻・春子との間に二人の子供がいる。辻倉との間に融資の契約を結んだ。
辻倉伊助
テレビアンテナ製造会社辻倉製作の社長。兼子という妻がいる。
江畑
仕入部部長。酒も女も嫌いと公言している。
桃山春子
三代目ミス・ワールド（世界電機の広告モデル）。
皆川忠雄
宣伝部社員。28歳。
間宮
桃山と駆け落ちした相手。
小菅桂子
間宮の婚約者。
武田宇宙
占い師。鶴子は会社の顧問にしようとしている。
藤沢典雄
埴輪の研究者。28歳。理美子の交際相手。洋子という妹がいる。辻倉兼子の親戚にあたる。
青山雄吉
世界実業の御曹司。藤沢のクラスメート。理美子の見合い相手。

## 映画

### 新・三等重役
『新・三等重役』（しん・さんとうじゅうやく）は、1959年（昭和34年）製作、同年8月9日公開の日本の長篇劇映画である。

#### スタッフ・作品データ
- 製作 : 藤本真澄、三輪礼二
- 監督 : 筧正典
- 原作 : 源氏鶏太
- 脚本 : 沢村勉
- 撮影 : 遠藤精一
- 照明 : 高島利雄
- 美術 : 小川一男
- 録音 : 伴利也
- 整音 : 下永尚
- 編集 : 岩下広一
- 音楽 : 馬渡誠一
- 助監督 : 岩内克己

- 製作・配給 : 東宝
- フォーマット : 白黒映画 - 東宝スコープ（2.35:1） - モノラル録音
- 併映：『戦国群盗伝』（原作：三好十郎、監督：杉江敏男、主演：三船敏郎）

#### キャスト
- 森繁久彌 - 沢村四郎
- 三條利喜江 - 母しげ
- 小林桂樹 - 八代波吉
- 新珠三千代 - 箱田章子
- 加東大介 - 鬼塚熊平
- 坪内美詠子 - 妻麻子
- 雪村いづみ - 娘舞子
- 浪花千栄子 - 宮口鶴子
- 草笛光子 - 夏代
- 高見淑子 - チコ
- 横山道代 - 久美子
- 藤木悠 - 武田彦太郎
- 柳川慶子 - 古池ふみ子
- 宮田洋容 - 荒尾年男
- 布地由起江 - 山崎岸子

### 旅と女と酒の巻
『新・三等重役 旅と女と酒の巻』（しん・さんとうじゅうやく たびとおんなとさけのまき）は、1959年（昭和34年）製作、1960年（昭和35年）1月15日公開の日本の長篇劇映画である。

#### スタッフ・作品データ
- 製作 : 藤本真澄、三輪礼二
- 監督 : 筧正典
- 原作 : 源氏鶏太
- 脚本 : 井手俊郎
- 撮影 : 中井朝一
- 照明 : 隠田紀一
- 美術 : 村木与四郎
- 録音 : 伴利也
- 整音 : 宮崎正信
- 編集 : 岩下広一
- 音楽 : 馬渡誠一
- 助監督 : 児玉進

- 製作・配給 : 東宝
- フォーマット : 白黒映画 - 東宝スコープ（2.35:1） - モノラル録音
- 同時上映：『女が階段を上る時』（監督：成瀬巳喜男、主演：高峰秀子）

#### キャスト
- 森繁久彌 - 沢村四郎
- 小林桂樹 - 八代波吉
- 新珠三千代 - 箱田章子
- 雪村いづみ - 八代舞子
- 加東大介 - 鬼塚熊吉
- 坪内美詠子 - 鬼塚麻子
- 浪花千栄子 - 宮口鶴子
- 東野英治郎 - 辻倉伊助
- 紅美恵子 - 辻倉百合子
- 有島一郎 - 伊勢泰治
- 藤間紫 - 伊勢ふみ子
- 原知佐子 - 太田雅代子
- 環三千世 - 洋子
- 東郷晴子 - 神田のぶ子
- 依田宣 - 神田一平
- 千石規子 - 千枝
- 田武謙三 - 江畑部長
- 宮田洋容 - 松岡支店長
- 左卜全 - 「春吉旅館」の番頭

### 当るも八卦の巻
『新・三等重役 当るも八卦の巻』（しん・さんとうじゅうやく あたるもはっけのまき）は、1960年（昭和35年）製作、同年4月26日公開の日本の長篇劇映画である。

#### スタッフ・作品データ
- 製作 : 藤本真澄、三輪礼二
- 監督 : 杉江敏男
- 原作 : 源氏鶏太
- 脚本 : 井手俊郎
- 撮影 : 鈴木斌
- 照明 : 隠田紀一
- 美術 : 北辰雄
- 録音 : 保坂有明
- 整音 : 宮崎正信
- 編集 : 小畑長蔵
- 音楽 : 神津善行
- 助監督 : 野長瀬三摩地

- 製作・配給 : 東宝
- フォーマット : 白黒映画 - 東宝スコープ（2.35:1） - モノラル録音
- 同時上映：『ハワイ・ミッドウェイ大海空戦 太平洋の嵐』（監督：松林宗恵、特技監督：円谷英二、主演：夏木陽介）

#### キャスト
- 森繁久彌 - 沢村四郎
- 小林桂樹 - 八代波吉
- 新珠三千代 - 箱田章子
- 加東大介 - 武田宇宙
- 浪花千栄子 - 宮口鶴子
- 藤木悠 - 皆川忠雄
- 峯京子 - 小菅桂子
- 籏持貴佐夫 - 間宮常吉
- 若林映子 - 桃山晴子
- 水の也清美 - 桃山あき
- 中山千夏 - 桃山かめ子
- 北あけみ - 円子
- 北川町子 - 小春
- 塩沢とき - 染子
- 園田あゆみ - 千代子
- 田武謙三 - 大川
- 大友伸 - 堀
- 佐田豊 - 永田
- 沢村いき雄 - 運転手
- 宮田芳子 - 女中
- 河美智子 - 女中
- 宮田洋容 - 重役

### 亭主教育の巻
『新・三等重役 亭主教育の巻』（しん・さんとうじゅうやく ていしゅきょういくのまき）は、1960年（昭和35年）製作、同年7月12日公開の日本の長篇劇映画である。シリーズ全4作の最終篇である。

#### スタッフ・作品データ
- 製作 : 藤本真澄、三輪礼二
- 監督 : 杉江敏男
- 原作 : 源氏鶏太
- 脚本 : 井手俊郎
- 撮影 : 鈴木斌
- 照明 : 石川緑郎
- 美術 : 小川一男
- 録音 : 渡会伸
- 整音 : 宮崎正信
- 編集 : 小畑長蔵
- 音楽 : 神津善行
- 助監督 : 児玉進

- 製作・配給 : 東宝
- フォーマット : 白黒映画 - 東宝スコープ（2.35:1） - モノラル録音
- 同時上映：『夜の流れ』（監督：成瀬巳喜男・川島雄三、主演：司葉子）

#### キャスト
- 森繁久彌 - 沢村四郎
- 飯田蝶子 - 同母
- 新珠三千代 - 箱田章子
- 浪花千栄子 - 宮口鶴子
- 水野久美 - 宮口理美子
- 江川宇礼雄 - 坂口社長
- 三條利喜江 - 同夫人
- 加東大介 - 鬼塚熊吉
- 坪内美詠子 - 同麻子
- 小林桂樹 - 八代波吉
- 雪村いづみ - 同舞子
- 藤木悠 - 皆川忠雄
- 峯京子 - 小菅桂子
- 久保明 - 藤沢典雄
- 浜美枝 - 藤沢洋子
- 船戸順 - 青山雄吉
- 東野英治郎 - 辻倉伊助
- 沢村貞子 - 同兼子
- 原知佐子 - 太田雅代子
- 姿圭子 - 小池玉子
- 宮田洋容 - 南部太郎
- 大友伸 - 堀竜夫
- 佐田豊 - 永田正吉
- 三田照子 - 田村多鶴子
- 土屋詩朗 - 青山社長

## テレビドラマ

### NET（1959年）版
1959年11月5日 - 1960年10月27日の毎週木曜日19時30分 - 20時に、日本教育テレビ(NET)で製作・放送された。全52回。

#### スタッフ
- 演出：吉武富士夫
- 原作：源氏鶏太
- 制作著作：東宝、NET

#### キャスト
- 藤原釜足
- 藤村有弘
- 岡村文子
- 杉葉子
- 山田彰
- 幸田良子
- 山本廉
- 筑紫まり
- 南道郎
- 市村俊幸
- 安西郷子
- 東郷晴子
- 三木のり平

ほか
| NET系 木曜19時台後半枠 | NET系 木曜19時台後半枠 | NET系 木曜19時台後半枠 |
| 前番組                 | 番組名                 | 次番組                 |
| ---------------------- | ---------------------- | ---------------------- |
| 木曜笑劇場             | 新・三等重役           | エノケン劇場           |

### 朝日放送（1961年）版
1961年3月3日と3月10日の20時30分 - 21時に朝日放送（ABC）『松竹新喜劇ヒットシリーズ』の一編として製作、TBS系列で放送された。全2回。

#### キャスト
- 藤山寛美
- 曾我廼家五郎八
- 曾我廼家明蝶
- 高田亘
- 石島康代

### 日本テレビ（1966年）版「新・新三等重役」
『新・新三等重役』のタイトルで、1966年4月27日 - 7月27日の毎週水曜日20時 - 20時56分に、日本テレビで製作・放送された。全13回。映画版と同じスタッフが製作に参加している。
なお終了後は、同年10月までは定時番組を置かず、プロ野球中継を放送した。

#### スタッフ
- 監督：筧正典
- 監修：藤本真澄
- 原作：源氏鶏太『新・三等重役』
- 脚本：沢村勉、桜井康裕、田中美樹ほか
- 音楽：山本直純
- 制作：岡田晋吉
- 製作著作：東宝、テアトル・プロダクション、日本テレビ

#### キャスト
- 高島忠夫
- 水野久美
- 三益愛子
- 柳家金語楼
- 益田喜頓
- 藤村有弘
- 丹阿弥谷津子
- 有島一郎
- 山茶花究
- 加東大介
- 浜木綿子
- 高橋紀子
- 那須ますみ
- 久保明
- 児玉清
- 佐原健二
- 当銀長太郎
- 丸山謙一郎
- 左卜全
- 北あけみ
- 堺左千夫
- 長谷川龍男

| 日本テレビ系 水曜20時枠 | 日本テレビ系 水曜20時枠 | 日本テレビ系 水曜20時枠              |
| 前番組                  | 番組名                  | 次番組                               |
| ----------------------- | ----------------------- | ------------------------------------ |
| 魚河岸の石松            | 新・新三等重役          | プロ野球中継 ※20:00 - 21:26 ↓ 遊撃戦 |

## 関連事項
- 三等重役 - 小説・映画の正篇

## 註
1. ↑  テレビドラマデータベースより
2. ↑  国立国会図書館NDL-OPAC、「新・三等重役」検索結果、国立国会図書館、2009年11月13日閲覧。